# Leptataspis phiale
Leptataspis phiale is een halfvleugelig insect uit de familie schuimcicaden (Cercopidae). De wetenschappelijke naam van deze soort is voor het eerst geldig gepubliceerd in 1902 door Breddin.